# Балдоне
Балдоне (произношение) (на латвийски: Baldone) е град в централна Латвия, намиращ се в историческата област Видземе. Градът се намира на около 33 km от столицата Рига. През 1991 Балдоне получава статут на град.

## Население
През 2005 Балдоне е бил с постоянно население от 5102 души като етническата структура на града е както следва:
- Латвийци – 81,4%
- Руснаци – 12,5%
- Беларуси – 3,5%
- Поляци – 1,9%